# 我的滑板鞋
《我的滑板鞋》是由中国大陆歌手约瑟翰·庞麦郎创作并演唱的一首网络歌曲，2014年7月在中国網路广为流传，被网友称为“洗脑神曲”，该歌曲拥有两部官方音乐影片（MV），均在2014年11月发布，2015年成龙的洗发水广告（Duang）的惡搞版使用此曲的旋律填上新詞，2016年中国歌手华晨宇在《天籁之战》第三期改编演唱了该作品。